# Федорівка (Надеждівський старостинський округ, Лозівська міська громада)
Фе́дорівка —  село в Україні, у Лозівській міській громаді Лозівського району Харківської області. Населення становить 205 осіб. До 2020 орган місцевого самоврядування — Надеждівська сільська рада.

## Географія
Село Федорівка знаходиться не правом березі річки Берека, вище за течією на відстані 1 км розташоване село Святушине, нижче за течією на відстані 5 км розташоване село Дмитрівка (Ізюмський район), на протилежному березі - села Бакшарівка і Павлівка Друга. Річка в цьому місці сильно заболочена, утворює лимани, стариці і озера.

## Історія
- 1900 — дата заснування.
- 12 червня 2020 року, відповідно до Розпорядження Кабінету Міністрів України  № 725-р «Про визначення адміністративних центрів та затвердження територій територіальних громад Харківської області», увійшло до складу Лозівської міської громади.[1] 17 липня 2020 року, в результаті адміністративно-територіальної реформи та ліквідації колишнього Лозівського району (1923—2020), увійшло до складу новоутвореного Лозівського району Харківської області.[2]